# Édouard Candeveau
Édouard Candeveau (19 de desembre de 1886 - Ginebra, 10 d'abril de 1967) va ser un remer suís que va competir a començaments del segle xx.
El 1920 va prendre part en els Jocs Olímpics d'Anvers, on guanyà la medalla de bronze en la competició del dos amb timoner del programa de rem, formant equip amb Alfred Felber i Paul Piaget.
Quatre anys més tard, als Jocs de París, guanyà la medalla d'or en la competició del dos amb timoner del programa de rem, formant equip amb Alfred Felber i Emile Lachapelle.
La seva darrera participació en uns Jocs Olímpics fou el 1928 a Amsterdam. En aquesta ocasió disputà la prova de scull individual del programa de rem, però quedà eliminat en sèries.
Al Campionat d'Europa de rem Candeveau guanyà un total de quatre ors, una plat i un bronze entre 1920 i 1931.